# 168
Năm 168 là một năm trong lịch Julius. 

## Sinh
- Triệu Vân